# Dimethazan
Dimethazan (Elidin) là một loại thuốc kích thích thuộc nhóm xanthine liên quan đến caffeine và theophylline. Nó cũng có tác dụng an thần và kích thích hô hấp và đã được bán dưới dạng thuốc chống trầm cảm.